# アアルヴァニティック語
アアルヴァニティック語（アアルヴァニティックご 、[ˌɑːrvəˈnɪtɪkə] ;  アアルヴァニティック語：αρbε̰ρίσ̈τ,  arbërisht  ; ギリシア語: αρβανίτικα, arvanítika;英語 Arvanitika、アアルヴァニティカとも）は、ギリシャの一少数民族であるアアルヴァニティーによって伝統的に話されているアルバニア語の近縁言語である。アアルヴァニティック語は、その話者がギリシャ語の使用に移行しており、民族の若者たちがもはやそれを話さなくなったため、危機に瀕している。

## 名称
アアルヴァニティック、ないしアアルヴァニティカという名称は、アアルヴァニティーという民族名に由来する。アアルヴァニティーは、今日のアルバニアのある地域を指す中世の地名であるArbëna（ギリシャ語：Άρβανα）に由来する（原語における）同義語（Arbërorë、Arbëreshëなど）は、以前は一般的にアルバニア人の自称である。
過去には、アアルヴァニティック語は「グレコ・アルバニア語(Graeco-Albanian)」などと記述されることもあったが（例えば、Furikis、1934など）、今日では、多くのアアルヴァニティーがそのような名前を攻撃的だと考えられており、避けられている。国籍としても民族としてもアルバニア人ではなく、ギリシャ人と見なしている。

## 概要

### 歴史・近縁関係
アアルヴァニティック語は、中世後期に、(今日の)アルバニアからの開拓者によってギリシャ南部に持って来られた。アアルヴァニティック語は、 イタリアにおけるアルバニア語の近縁言語であるアアルバレイシュ語(Arbëresh)とも密接に関係しており、これは、ギリシャからのアアルヴァニティーの開拓者に主に遡る。イタリアのアアルバレイシュ語は、ギリシャ語から借用したいくつかの単語を保持している（たとえば、特定の村では、ハリスティス 「ありがとう」、 ευχαριστώから、 dhrom 「道路」、 δρόμοςから、 Ne 「はい」、 ναιから）。アアルバレイシュ語とアアルヴァニティック語は相互に理解できる語彙ベースを持っている。2つの言語同士での理解できない要素は、(共通のネイティブ話者が存在しない)イタリア語またはギリシャ語の語彙等の使用に由来する。

### 話者
アアルヴァニティック語の話者の推定数は、3万人から15万人の間で大きく異なる。 これらの数字には、言語の不完全な知識技能を取得しただけで、それを将来の世代に渡す可能性が低い、若い世代の「末端話者」（Tsitsipis 1998）が含まれている。 伝統的なアアルヴァニティーの住民がいる村の数は、500を超えると推定されている。  現在、全員がギリシャ語のバイリンガルであるため、純粋なアアルヴァニティック語単独の話者はいない。 アアルヴァニティック語は、ここ数十年で末端話者の間でギリシャ語への大規模な言語シフトがあったため、絶滅危惧言語と見なされている。

## 分類

アルバニア語派におけるアアルヴァニティック語の場所

アルバニア語の方言・近縁言語の地理的分布

### 上位分類
アアルヴァニティック語は、トスク・アルバニア語の系統に属する。近縁関係を示すと次のようになる。
- アルバニア語派
  - トスク・アルバニア語
    - アアルヴァニティック語
    - アアルバレイシュ語
    - チャメレイシュ語(チャム・アルバニア語)
    - ラブ・アルバニア語
    - 標準トスク・アルバニア語
    - (公用語としての)標準アルバニア語

  - ゲグ・アルバニア語

言語学会は全会一致でアアルヴァニティック語をアルバニア語の方言であると説明しているが多くのアアルヴァニティーは、「アルバニア語」という名前を使用してそれを指定することを嫌っていると報告されている。この問題には、アアルヴァニティーのギリシャへのアイデンティティが深く関わっています。

### 下位分類
アアルヴァニティック語には、大きく分けて次のような方言区分が存在する。
- 南部方言
- トラキア方言　-　東マケドニア・トラキア地方で話される。
- 北西部方言

また、これらの下に、さらにいくつもの方言が認められる。
ギリシャ南部におけるアアルヴァニティック語は、地方の方言に細かく分類されている。サッセ（1991）は、南部地域内で最大11の方言グループを区別している。
例えば、これらである。
- ヴィオティア方言
- アッティカ方言
- サラミナ方言
- エヴィア方言

## 社会言語学的アプローチ

### 「自律標準言語」と「孤立言語」
社会言語学の研究は、「自律標準言語」と「 孤立言語」の概念的枠組みの中でアアルヴァニティック語を説明している。「理解する」（言語システムの客観的な違い）という用語に関して、アアルヴァニティック語と標準トスク・アルバニア語の相互理解度の言語学者による評価は、かなり高いから部分的なもの（民族誌）までの範囲である。民族誌はまた、相互理解度がアアルヴァニティック語内の異なる方言の間でさえ問題があるかもしれないと述べている。標準トスク・アルバニア語とアアルヴァニティック語の間の相互理解度は、標準アルバニア語、トスク・アルバニア語およびゲグ・アルバニア語内の2つの主要な言語間の了解度よりも高くなっている。3つの言語形式のサンプルテキストについては、以下を参照すること。 Trudgill（2004：5）は、「[l]言語学的に、『アアルヴァニティック語』がアルバニア語派の多様性であることは間違いない」と要約している。

### 自律標準言語
自律標準言語への伸展(ausbau)に関して、自律性の最も強力な指標は、ギリシャ文字ベースのアアルヴァニティック・アルファベットという独立した書記体系の存在である。 非常に類似した書記体系は、16世紀から18世紀の間には他のトスク・アルバニア語話者によって以前にも使用されていた 。ただし、アアルヴァニティック語はほぼ専ら私的領域に限定された口語であるため、この文字が実際に使用されることはほぼない。 また、 ラテン文字を使って言語を書くべきかどうかについて、 アルーマニア人と同様に、アアルヴァニティーの間でも意見の相違がある。アアルヴァニティック語の口語は様々な方言で豊富に多様化されており、共通の（音声または書面による）標準アアルヴァニティック語も存在する。また同時に、アアルヴァニティーは標準アルバニア語を母語として使用しない。これは、ラテン語に基づく標準アルバニア語の正書法では一般に読み書きができず、標準アルバニア語で話し言葉メディアを使用することが報告されていないためである。 この意味で、アアルヴァニティック語は、通常、同じ国の中で各国語の方言がそうであるように、dachsprache（「属言語(傘言語)」）として存在しており標準アルバニア語に従属しているわけではない。

## 地理的分布

ギリシャ語以外の言語が伝統的に存在するギリシャの地域。緑の領域は、アアルヴァニティック語が話された場所を表す。

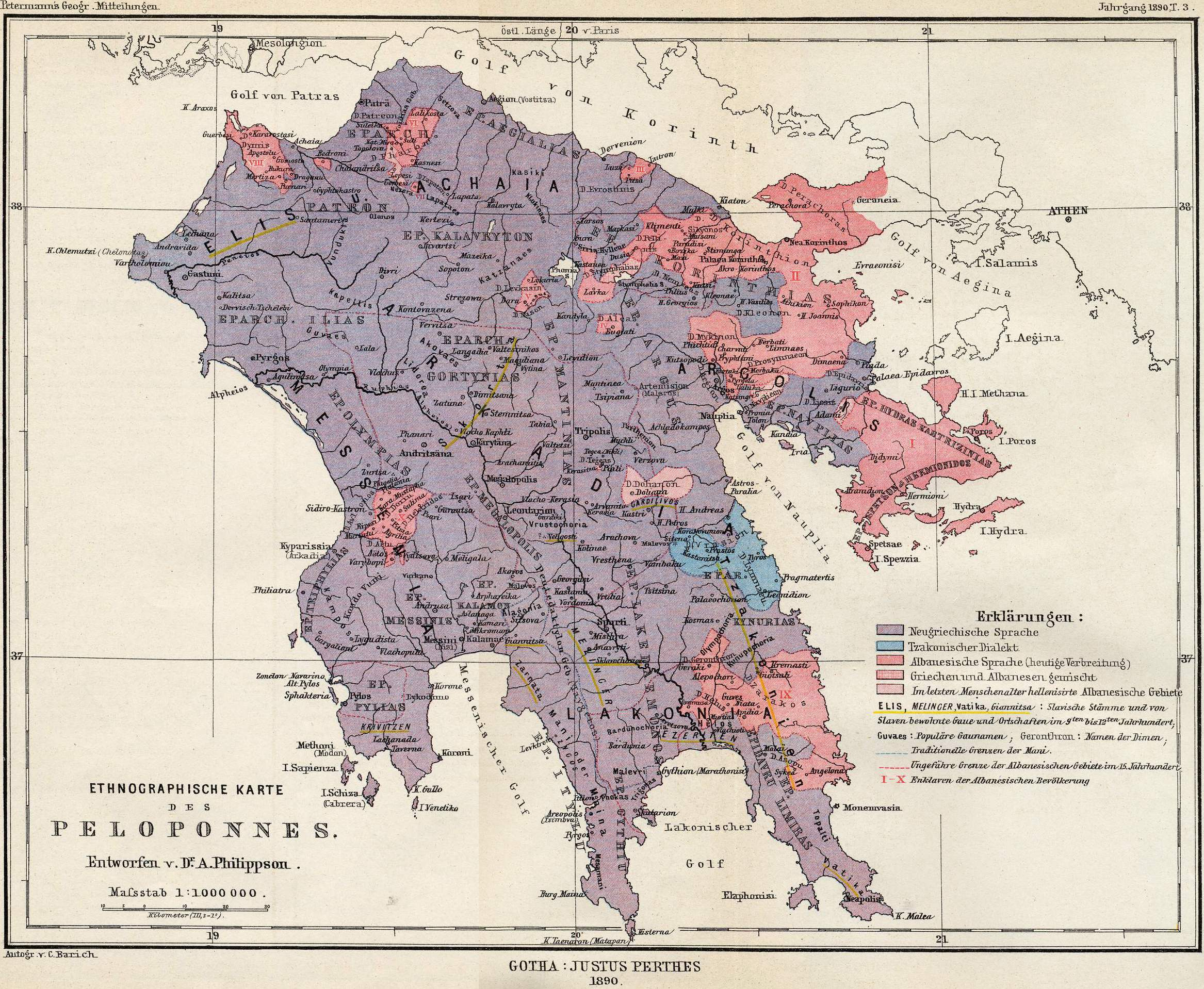
ペロポネソス半島の19世紀の民族地図。赤の領域は、アアルヴァニティック語が話された場所を表す。

### 集落群
ギリシャには3つの主要なグループのアアルヴァニティー集落群がある。ほとんどのアルヴァナイトはギリシャ南部のアッティカ、ボイオティア、ペロポネソス半島およびいくつかの近隣地域と島々に住んでいる。2番目の小さなグループは、ギリシャの北西、アルバニア語圏と隣接する地域に住んでいる。3番目の遠方のグループは、ギリシャ北東部のトラキアのいくつかの村にある。 

### 言語名の厳密な用法
一部の著者によると、「アアルヴァニティック語」という用語は、適切な意味で、南部方言、または南部方言とトラキア方言の両方にのみ適用される。すなわち、これらは何世紀もの間にわたって中核的なアルバニア諸語と隔絶されていた。
北西部方言は、アルバニア内の隣接するトスク・アルバニア語の諸方言や、同じ地域に住んでいた元イスラム教徒のチャメレイシュ語(Çamërishte、チャム・アルバニア人の言語）に類似していると報告されている。しかし、これらの方言は、狭義の「アアルヴァニティック語」とは対照的に、エスノローグによってトスク・アルバニア語の一部として分類される。母国語で、北西部の一部のグループは、自分の言語とアルバニア国民の言語を指すためにシシップ（Shqip、アルバニア諸語 ）という用語を使用することが報告されており、これは、民族的にアルバニア人である。

## 特徴
アアルヴァニティック語は、アルバニア南部で話されているトスク・アルバニア語と多くの特徴を共有している。 ただし、 ギリシャ語からは多大な影響を受けており、その多くは語彙と音韻体系に関連している。 同時に、主流のトスク・アルバニア語で失われたいくつかの保守的な特徴を保存したと報告されており、 たとえば、標準のアルバニア語で簡略化された特定の音節頭文字の子音クラスターが保持されています（cf.  gljuhë [ˈɡljuhə] '言語/舌'、対 標準的なアルバニア語のgyuhë [ˈɟuhə] ）。
最近では、言語学者はギリシャ語への構造的収束の加速と言語の構造的単純化の兆候を観察しており、これは「言語消耗」の兆候、すなわち言語の絶滅につながる貧弱化の影響として解釈されている。

## 正書法

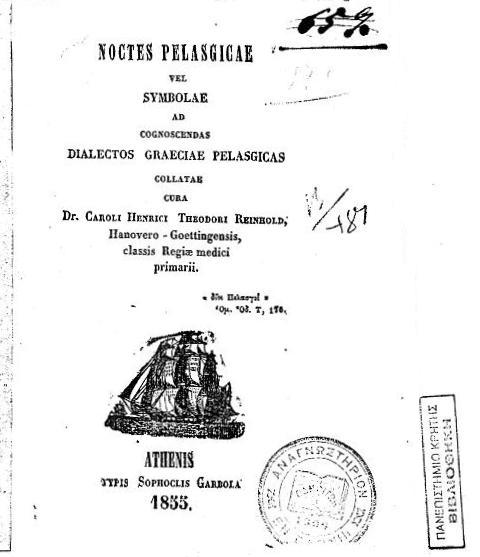
Karl Th.H.ラインホールドによって出版されたアアルヴァニティック語の民謡、ことわざ、語彙資料の集成であるNoctes Pelasgicae

アアルヴァニティック語は民族内部ではめったに書かれていない。 伝えられるところによれば（ GHM 1995 ）、ギリシャ・アルファベット（多くの場合、文字b、d、e、j、または分音記号（  ）が追加されている ）とラテン・アルファベットの両方で書かれている。正統派のトスク・アルバニア人も、同様の形式のギリシャ文字で書いていた（例 ）。

### アアルヴァニティック・アルファベットの一覧
| アアルヴァニティック・ギリシア文字 | アアルヴァニティック・ギリシア文字 | アアルヴァニティック・ギリシア文字 | アアルヴァニティック・ギリシア文字 | アアルヴァニティック・ギリシア文字 | アアルヴァニティック・ギリシア文字 | アアルヴァニティック・ギリシア文字 | アアルヴァニティック・ギリシア文字 | アアルヴァニティック・ギリシア文字 | アアルヴァニティック・ギリシア文字 | アアルヴァニティック・ギリシア文字 | アアルヴァニティック・ギリシア文字 | アアルヴァニティック・ギリシア文字 | アアルヴァニティック・ギリシア文字 | アアルヴァニティック・ギリシア文字 | アアルヴァニティック・ギリシア文字 | アアルヴァニティック・ギリシア文字 | アアルヴァニティック・ギリシア文字 | アアルヴァニティック・ギリシア文字 | アアルヴァニティック・ギリシア文字 | アアルヴァニティック・ギリシア文字 | アアルヴァニティック・ギリシア文字 | アアルヴァニティック・ギリシア文字 | アアルヴァニティック・ギリシア文字 | アアルヴァニティック・ギリシア文字 | アアルヴァニティック・ギリシア文字 | アアルヴァニティック・ギリシア文字 | アアルヴァニティック・ギリシア文字 | アアルヴァニティック・ギリシア文字 | アアルヴァニティック・ギリシア文字 | アアルヴァニティック・ギリシア文字 | アアルヴァニティック・ギリシア文字 | アアルヴァニティック・ギリシア文字 | アアルヴァニティック・ギリシア文字 |   |
| ---------------------------------- | ---------------------------------- | ---------------------------------- | ---------------------------------- | ---------------------------------- | ---------------------------------- | ---------------------------------- | ---------------------------------- | ---------------------------------- | ---------------------------------- | ---------------------------------- | ---------------------------------- | ---------------------------------- | ---------------------------------- | ---------------------------------- | ---------------------------------- | ---------------------------------- | ---------------------------------- | ---------------------------------- | ---------------------------------- | ---------------------------------- | ---------------------------------- | ---------------------------------- | ---------------------------------- | ---------------------------------- | ---------------------------------- | ---------------------------------- | ---------------------------------- | ---------------------------------- | ---------------------------------- | ---------------------------------- | ---------------------------------- | ---------------------------------- | ---------------------------------- | - |
| Α                                  | Β                                  | Б                                  | Ϳ                                  | Γ                                  | Γ̇                                  | Γ̇ϳ                                 | Δ                                  | D                                  | Ε                                  | Ε̱                                  | Ζ                                  | Θ                                  | Ι                                  | Κ                                  | Κϳ                                 | Λ                                  | Λϳ                                 | Μ                                  | Ν                                  | Ν̇                                  | Νϳ                                 | Ξ                                  | Ο                                  | Π                                  | Ρ                                  | Σ                                  | Σ̇                                  | Σ̈                                  | Τ                                  | Ȣ                                  | Υ                                  | Φ                                  | Χ̇                                  | Χ |
| α                                  | β                                  | b                                  | ϳ                                  | γ                                  | γ̇                                  | γ̇ϳ                                 | δ                                  | d                                  | ε                                  | ε̱                                  | ζ                                  | θ                                  | ι                                  | κ                                  | κϳ                                 | λ                                  | λϳ                                 | μ                                  | ν                                  | ν̇                                  | νϳ                                 | ξ                                  | ο                                  | π                                  | ρ                                  | σ                                  | σ̇                                  | σ̈                                  | τ                                  | ȣ                                  | υ                                  | φ                                  | χ̇                                  | χ |
| アアルヴァニティック・ラテン文字   |                                    |                                    |                                    |                                    |                                    |                                    |                                    |                                    |                                    |                                    |                                    |                                    |                                    |                                    |                                    |                                    |                                    |                                    |                                    |                                    |                                    |                                    |                                    |                                    |                                    |                                    |                                    |                                    |                                    |                                    |                                    |                                    |                                    |   |
| a                                  | v                                  | b                                  | j                                  | g                                  | g                                  | gj                                 | dh                                 | d                                  | e                                  | ë                                  | z                                  | th                                 | i                                  | k                                  | q                                  | l                                  | lj                                 | m                                  | n                                  | nj                                 | nj                                 | ks                                 | o                                  | p                                  | r                                  | s                                  | s                                  | sh                                 | t                                  | u                                  | y                                  | f                                  | h                                  | h |

## 言語サンプル

### 文法
出典： Arvanitikos Syndesmos Ellados

#### 代名詞
|               | 人称代名詞 | 人称代名詞 | 所有代名詞 | 所有代名詞   |
| 1人称単数     | û          | 私         | ími        | 私の         |
| 2人称単数     | ti         | あなた     | íti        | あなたの     |
| 3人称単数男性 | ái         | 彼         | atía       | 彼の         |
| 3人称単数女性 | ajó        | 彼女       | asája      | 彼女の       |
| 1人称複数     | ne         | 私たち     | íni        | 私たちの     |
| 2人称複数     | ju         | あなた     | júai       | あなたの     |
| 3人称複数男性 | atá        | 彼ら（男） | atíre      | 彼らの（男） |
| 3人称複数女性 | ató        | 彼ら（女） | atíre      | 彼らの（女） |

#### 動詞の変化
|           | 動詞HAVE | 動詞HAVE   | 動詞HAVE         | 動詞HAVE     | 動詞BE       | 動詞BE     | 動詞BE           | 動詞BE       |
|           | 現在形   | アオリスト | 接続法アオリスト | 接続法完了形 | 現在形       | アオリスト | 接続法アオリスト | 接続法完了形 |
| 1人称単数 | kam      | keshë      | të kem           | të keshë     | jam          | jeshë      | të jem           | të jeshë     |
| 2人称単数 | ke       | keshe      | të kesh          | të keshe     | je           | jeshe      | të jesh          | të jëshe     |
| 3人称単数 | ka       | kish       | të ket           | të kish      | ishtë, është | ish        | të jet           | të ish       |
| 1人称複数 | kemi     | keshëm     | të kemi          | te keshëm    | jemi         | jeshëm     | të jeshëm        | të jeshëm    |
| 2人称複数 | kine     | keshëtë    | të kini          | te keshëtë   | jini         | jeshëtë    | të jeshëtë       | të jeshëtë   |
| 3人称複数 | kanë     | kishnë     | të kenë          | të kishnë    | janë         | ishnë      | të jenë          | të ishnë     |

#### 他のアルバニア語との比較
主の祈り (Áti ýnë / Άτι ύνε̱) アアルヴァニティック語版
標準トスク・アルバニア語 (赤)

ゲグ・アルバニア語 (緑)

アアルバレイシュ語 (青)
| Áti ýnë që jé ndë qiéjet     |
| Ãτι ύνε̱ κ̇ε̱ ϳέ νdε̱ κ̇ιέϳετ     |
| Ati ynë që je në qiell       |
| Ati ynë që je në qiell       |
| Tata ghine cë jee në chiex   |
| Our father who art in heaven |

| ushënjtëróft' émëri ýt      |
| ȣσ̈ε̱ν̇τε̱ρόφτ' έμε̱ρι ύτ        |
| u shenjtëroftë emri yt      |
| shënjtnue kjoftë emni yt    |
| schetruarë clost embri ghit |
| hallowed be thy name        |

| árthtë mbëretëría jóte                |
| άρθτε̱ μbε̱ρετε̱ρία ϳότε                 |
| arthtë mbretëria jote                 |
| ardhtë m(b)retënia jote               |
| jar reghria jòte (jar mbretëria jòte) |
| thy kingdom come                      |

| ubëftë dashurími ýt                          |
| ȣbε̱φτε̱ dασ̈ȣρίμι ύτ                           |
| u bëftë dashurimi yt (u bëftë vullnesa jote) |
| u baftë dashnimi yt (u baftë vullneti yt)    |
| bûrë clost vulema jùte                       |
| thy will be done                             |

| si ndë qiél, edhé mbë dhét                                |
| σι νdε̱ κ̇ιέl, εδέ μbε̱ δέτ                                  |
| si në qiell, edhe mbi dhe (si në qiell, ashtu në tokë)    |
| si në qiell, edhe m(b)y dheu (si në qiell, ashtu në tokë) |
| si në chiext, astu në dee                                 |
| on earth, as it is in heaven                              |

| búkënë tónë të përdítëshimen' |
| bȣ́κε̱νε̱ τόνε̱ τε̱ πε̱ρdίτε̱σ̈ιμεν   |
| bukën tonë të përditëshme     |
| bukën tonë të përditshmen     |
| bucnë tënë tëdiscmen          |
| our daily bread               |

| ép-na néve sót   |
| έπ-να νέβε σότ   |
| na e jep sot     |
| epna neve sod    |
| emna sòt         |
| give us this day |

| edhé fálj-na fájetë tóna      |
| εδέ φάλ̇-να φάϳετε̱ τόνα        |
| edhe na i fal fajet tona      |
| edhë falna fajët tona         |
| e ndiena meatëtë tona         |
| and forgive us our trespasses |

| sikúndrë edhé néve ua fáljmë |
| σικȣ́νdρε̱ εδέ νέβε ȣα φάλ̇με̱   |
| sikundër edhe ne i falim     |
| sikur edhe na ua falim       |
| si (e) na ndicgnëmi          |
| as we forgive those who      |

| fajtórëvet tánë     |
| φαϳτόρε̱βετ τάνε̱     |
| fajtorët tanë       |
| fajtorëvet tanë     |
| armikete tënë       |
| trespass against us |

| edhé mos na shtiér ndë ngásie       |
| εδέ μοσ να σ̈τιέρ νdε̱ νγάσιε         |
| edhe mos na shtjerë në ngasje       |
| (edhe mos na ler të biem në tundim) |
| e mos na shtinë në t'keq            |
| etë mòj bieme ën pirasmô            |
| and lead us not into temptation     |

| pó shpëtó-na nga i ljígu                         |
| πό σ̈πε̱τό-να νγα ι λ̇ίγȣ                           |
| por shpëtona nga i ligu (por na liro nga i keqi) |
| po largona prej të keqit                         |
| ma lirona caa ghiet eliga                        |
| but deliver us from evil                         |

| sepsé jótia është mbëretëría |
| σεπσέ ϳότια ε̱σ̈τε̱ μbε̱ρετε̱ρία  |
| sepse jotja është mbretëria  |
| sepse e jotja âsht mretnia   |
| for thine is the kingdom     |

| e fuqía e ljavdía           |
| ε φȣκ̇ία ε λ̇αβdία            |
| e fuqia e lavdia            |
| e fuqia e lavdia            |
| and the power and the glory |

| ndë jétët të jétëvet. |
| νdε̱ ϳέτε̱τ τε̱ ϳέτε̱βετ. |
| në jetët të jetëvet.  |
| në jetët të jetëvet.  |
| for ever and ever.    |

| Amín.         |
| Αμίν.         |
| Ashtu qoftë.  |
| Ashtu kjoftë. |
| Astu-clost.   |
| Amen.         |

Source: Η Καινή Διαθήκη στα Αρβανίτικα; "Christus Rex" website

### いくつかの一般的なフレーズ
出典： Arvanitikos Syndesmos Ellados
| Flet fare arbërisht?                                                  | Do you speak Arvanitika at all?                                           |
| Flas shumë pak.                                                       | I speak very little.                                                      |
| Je mirë?                                                              | Are you well?                                                             |
| Greki është "palikari"                                                | (That) Greek is a "palikari" ( young man )                                |
| Jam shumë mirë.                                                       | I am very well.                                                           |
| Çë bën, je mir?                                                       | How do you do?                                                            |
| Si jam? Shum mir.                                                     | How am I doing? Very well, thanks.                                        |
| Ti si je?                                                             | What about you?                                                           |
| Edhé un jam shum mir.                                                 | I'm fine, too.                                                            |
| Si ishtë it at?                                                       | How is your father?                                                       |
| Edhé aj isht shum mir.                                                | He's doing fine.                                                          |
| Thuai të faljtura.                                                    | Give him my best regards.                                                 |
| Gruaja jote si ishtë?                                                 | How about your wife?                                                      |
| Nani edhe ajo, ishtë mir, i shkoi sëmunda çë kej.                     | Now she too is ok, the sickness is over.                                  |
| T'i thuash tët atë, po do, të vemi nestrë të presmë dru, të më thret. | Tell your father, if he wants to go tomorrow to cut wood let him call me. |